# 黃元功
黄元功（？—1641年），字伯谦，號王屋，晚號默斋，直隶顺德府邢台县人。明朝政治人物。

## 生平
性刚正，弱冠应童子试，而邑郡院三试皆首取。萬曆三十四年（1606年）丙午科順天鄉試舉人，天啓二年（1622年）壬戌科進士。考选庶常，须有所需有语之者，笑而弗应。筮仕定远令，仅月余，因地方事与巡方使者忤，引疾归。起改归德府教授，士多游宴侈靡，疏于经学，立睢阳社，聚士子讲业，耳提面命，甲乙其文，一郡大雅。督学使者尚严切，啓径窦条不便六事，上之，使者惮焉。移国学助教，例当迁部曹，宁滞而让同官先迁。后转户曹，按次榷临清税，有杨某督储宁武，宁武会兵变，杨滇人也，父母老，欲辞官，公请于大司马，代杨差宁武，杨差临清，人高其谊。粮储积弊，解官放粮召买，廉得其实，革正之，士饱于伍，马腾于厩。著要言八条，后入矜式。督抚耿公疏荐可为备兵使，铨部待求而后覆曰：岂可求也。又引疾归。家居一年不补，同年平田公语之曰：主上知君久矣，每问黄员外未见何也。君当起以副上知。始矍然补原职，转郎中，越年余，升汝宁府知府。时汝宁荒旱，盗贼充斥，以抚字寓，保障解散，当斩馘，整战具，练兵丁，修城壕，设烽堠，流寇两犯城下，御破遁去。市渠驱身隶崇藩，往往害诈百姓，控告不敢，知而捕杖之，违崇藩意，疏劾，遂镌一级，补两淮运副，后升岷王府長史，耻曳裾王门，不任而卒。

## 家族
祖父黄金麟，庆云教谕；祖母王氏。父黄旟（1546年-1595年），字纯旃，號鹤峯；母董氏（1547年-1615年），贈孺人。